# Chamelet
Chamelet est une commune française située dans le département du Rhône, en région Auvergne-Rhône-Alpes.

## Géographie
Commune du Beaujolais, au relief très contrasté et où la polyculture est très développée.

### Hydrographie
L'Azergues, le ruisseau d'Avray, le ruisseau de Saint-Martin... sont les principaux cours d'eau parcourant la commune.

### Climat
Pour des articles plus généraux, voir Climat d'Auvergne-Rhône-Alpes et Climat du Rhône.
En 2010, le climat de la commune est de type climat océanique dégradé des plaines du Centre et du Nord, selon une étude du Centre national de la recherche scientifique s'appuyant sur une série de données couvrant la période 1971-2000. En 2020, Météo-France publie une typologie des climats de la France métropolitaine dans laquelle la commune est exposée à un climat de montagne ou de marges de montagne et est dans la région climatique  Nord-est du Massif Central, caractérisée par une pluviométrie annuelle de 800 à 1 200 mm, bien répartie dans l’année. 
Pour la période 1971-2000, la température annuelle moyenne est de 10,9 °C, avec une amplitude thermique annuelle de 16,9 °C. Le cumul annuel moyen de précipitations est de 884 mm, avec 10,4 jours de précipitations en janvier et 7,4 jours en juillet. Pour la période 1991-2020, la température moyenne annuelle observée sur la station météorologique de Météo-France la plus proche, « Saint-Cyr-Chatoux », sur la commune de Saint-Cyr-le-Chatoux à 6 km à vol d'oiseau, est de 10,7 °C et le cumul annuel moyen de précipitations est de 959,9 mm,. Pour l'avenir, les paramètres climatiques de la commune estimés pour 2050 selon différents scénarios d'émission de gaz à effet de serre sont consultables sur un site dédié publié par Météo-France en novembre 2022.

## Urbanisme

### Typologie
Au 1er janvier 2024, Chamelet est catégorisée commune rurale à habitat dispersé, selon la nouvelle grille communale de densité à sept niveaux définie par l'Insee en 2022.
Elle est située hors unité urbaine. Par ailleurs la commune fait partie de l'aire d'attraction de Lyon, dont elle est une commune de la couronne,. Cette aire, qui regroupe 397 communes, est catégorisée dans les aires de 700 000 habitants ou plus (hors Paris),.

### Occupation des sols
L'occupation des sols de la commune, telle qu'elle ressort de la base de données européenne d’occupation biophysique des sols Corine Land Cover (CLC), est marquée par l'importance des forêts et milieux semi-naturels (60,3 % en 2018), une proportion sensiblement équivalente à celle de 1990 (60 %). La répartition détaillée en 2018 est la suivante : 
forêts (44,7 %), zones agricoles hétérogènes (24,2 %), milieux à végétation arbustive et/ou herbacée (15,6 %), prairies (13,7 %), zones urbanisées (1,8 %). L'évolution de l’occupation des sols de la commune et de ses infrastructures peut être observée sur les différentes représentations cartographiques du territoire : la carte de Cassini (XVIIIe siècle), la carte d'état-major (1820-1866) et les cartes ou photos aériennes de l'IGN pour la période actuelle (1950 à aujourd'hui).

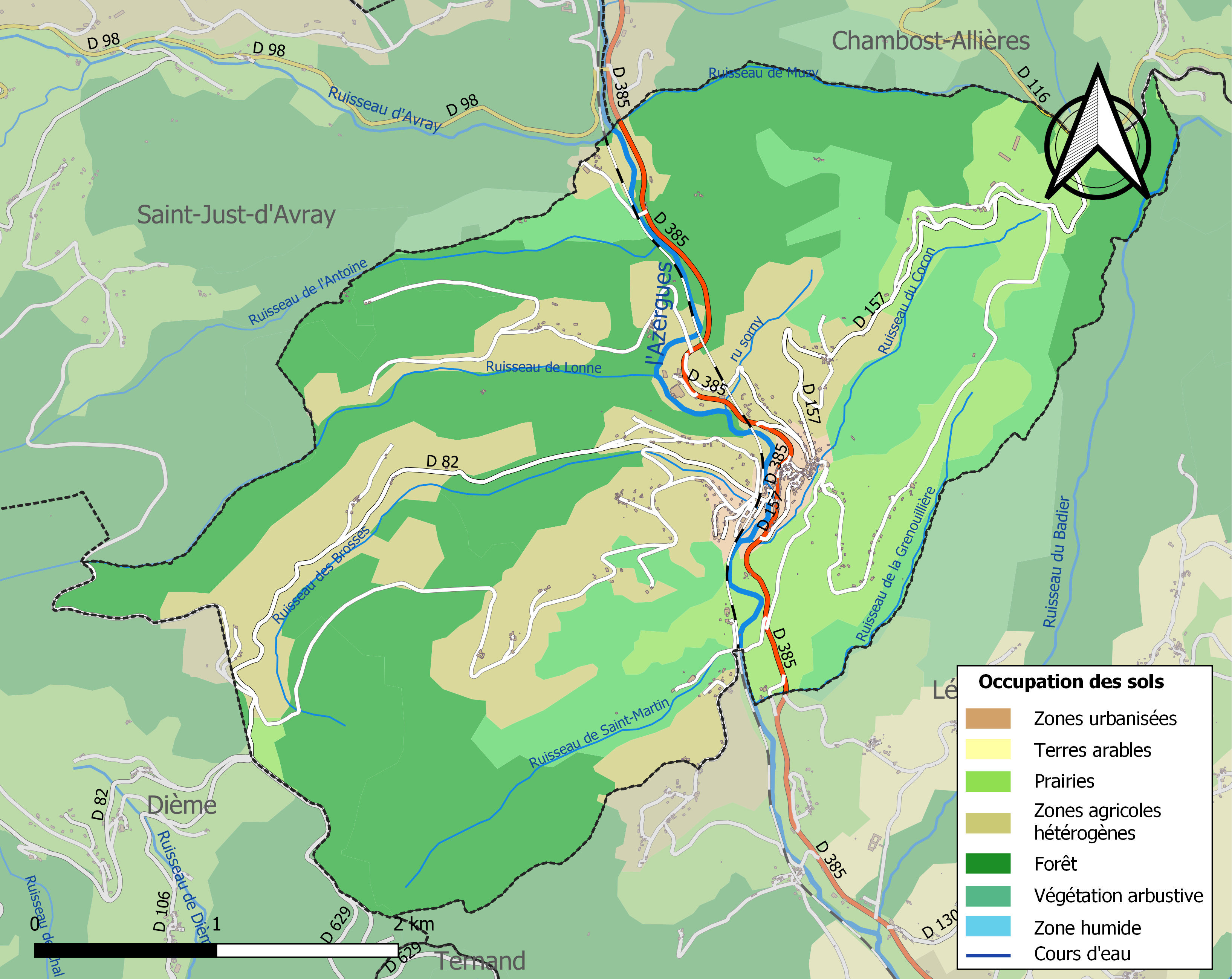
Carte des infrastructures et de l'occupation des sols de la commune en 2018 (CLC).

## Histoire

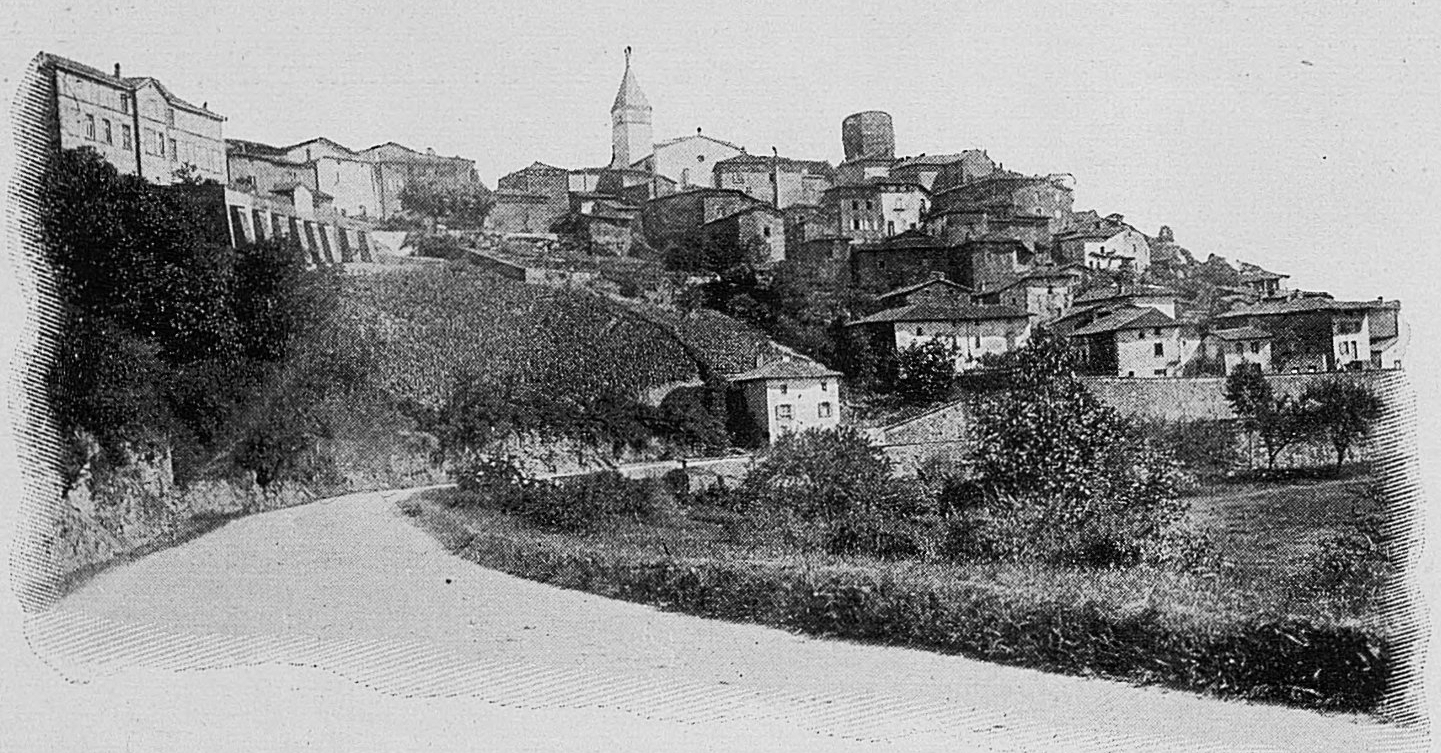
Vue générale de Chamelet au début du XXe siècle.

Le bourg fortifié de Chamelet est ancien et était, au XIIe siècle, le siège d'une châtellenie qui fut cédée aux sires de Beaujeu par les comtes de Forez. Lors du procès-verbal établi en 1560 à l'occasion de la prise de possession du Beaujolais par le duc de Bourbon-Montpensier, il est mentionné que le château était déjà ruiné à cette époque. Se trouvaient également sur la paroisse de Chamelet deux fiefs dont l'existence est attestée dès la fin de la période médiévale : celui de Vaurion (fin XIIIe) et celui de Chameyré (XVe) ; tous les deux tenus vers 1460 par des familles nobles portant ces noms.

## Politique et administration

### Administration municipale
| Période                                  | Période   | Identité                | Étiquette     | Qualité                        |
| ---------------------------------------- | --------- | ----------------------- | ------------- | ------------------------------ |
| 2020                                     | En cours  | Alain Chambru           |               | Agriculteur                    |
| mars 2014                                | 2020      | Ariane Aubonnet-Bouvier | DVG puis LREM | Enseignante                    |
| mars 2001                                | mars 2014 | Charles Bréchard        | FED           | Conseiller général (1998-2015) |
|                                          |           |                         |               |                                |
| 1945                                     | 1989      | Louis Bréchard          |               | Député                         |
| Les données manquantes sont à compléter. |           |                         |               |                                |

### Intercommunalité
La commune fait partie de la communauté de communes Beaujolais-Pierres Dorées.

## Population et société

### Démographie
L'évolution du nombre d'habitants est connue à travers les recensements de la population effectués dans la commune depuis 1793. Pour les communes de moins de 10 000 habitants, une enquête de recensement portant sur toute la population est réalisée tous les cinq ans, les populations de référence des années intermédiaires étant quant à elles estimées par interpolation ou extrapolation. Pour la commune, le premier recensement exhaustif entrant dans le cadre du nouveau dispositif a été réalisé en 2007.

En 2022, la commune comptait 703 habitants, en évolution de +5,08 % par rapport à 2016 (Rhône : +3,93 %, France hors Mayotte : +2,11 %).
| 1793 | 1800 | 1806 | 1821 | 1831 | 1836 | 1841 | 1846 | 1851 |
| ---- | ---- | ---- | ---- | ---- | ---- | ---- | ---- | ---- |
| 508  | 698  | 692  | 799  | 889  | 911  | 915  | 961  | 886  |

| 1856 | 1861 | 1866 | 1872 | 1876 | 1881 | 1886 | 1891 | 1896 |
| ---- | ---- | ---- | ---- | ---- | ---- | ---- | ---- | ---- |
| 831  | 864  | 812  | 817  | 789  | 838  | 842  | 820  | 726  |

| 1901 | 1906 | 1911 | 1921 | 1926 | 1931 | 1936 | 1946 | 1954 |
| ---- | ---- | ---- | ---- | ---- | ---- | ---- | ---- | ---- |
| 666  | 631  | 598  | 482  | 487  | 440  | 484  | 431  | 419  |

| 1962 | 1968 | 1975 | 1982 | 1990 | 1999 | 2006 | 2007 | 2012 |
| ---- | ---- | ---- | ---- | ---- | ---- | ---- | ---- | ---- |
| 378  | 388  | 375  | 464  | 510  | 575  | 667  | 680  | 649  |

| 2017 | 2022 | - | - | - | - | - | - | - |
| ---- | ---- | - | - | - | - | - | - | - |
| 682  | 703  | - | - | - | - | - | - | - |

## Manifestations culturelles et festivités

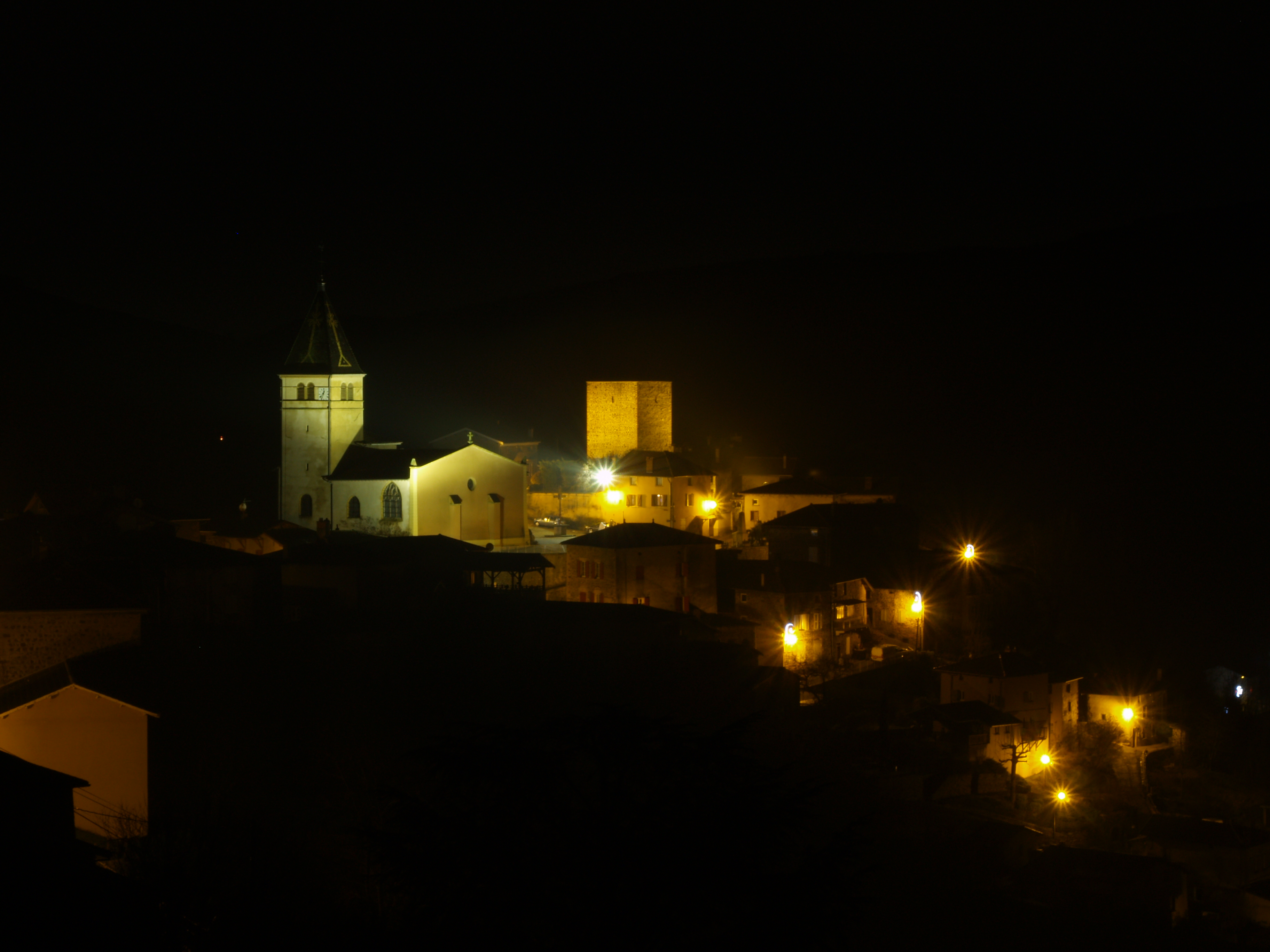
Bourg de Chamelet de nuit.

Chamelet voit chaque année les festivités des conscrits. Il s'agit d'une fête célébrant les classes. l'année de naissance d'une personne détermine sa classe, cette personne sera conscrit tous les 10 ans. À Chamelet, la fête débute par un défilé costumé à thème un vendredi soir. Ce défilé a pour but le « vin d'honneur », un apéritif public. Le lendemain, la fête continue, démarrant par une messe le samedi matin, suivie de la vague. Après toute une journée d'apéritif, un repas dansant est organisé. Dans la nuit de samedi à dimanche, les conscrits profitent d'un bal. À minuit précisément, le village se réunit pour voir exploser les pétards géants que les conscrits ont confectionnés. Après cette nuit blanche, les conscrits serviront une traditionnelle soupe à l'oignon aux villageois restés debout toute la nuit.

## Lieux et monuments
- Château de Chamelet
- Église Saint-Barthélémy

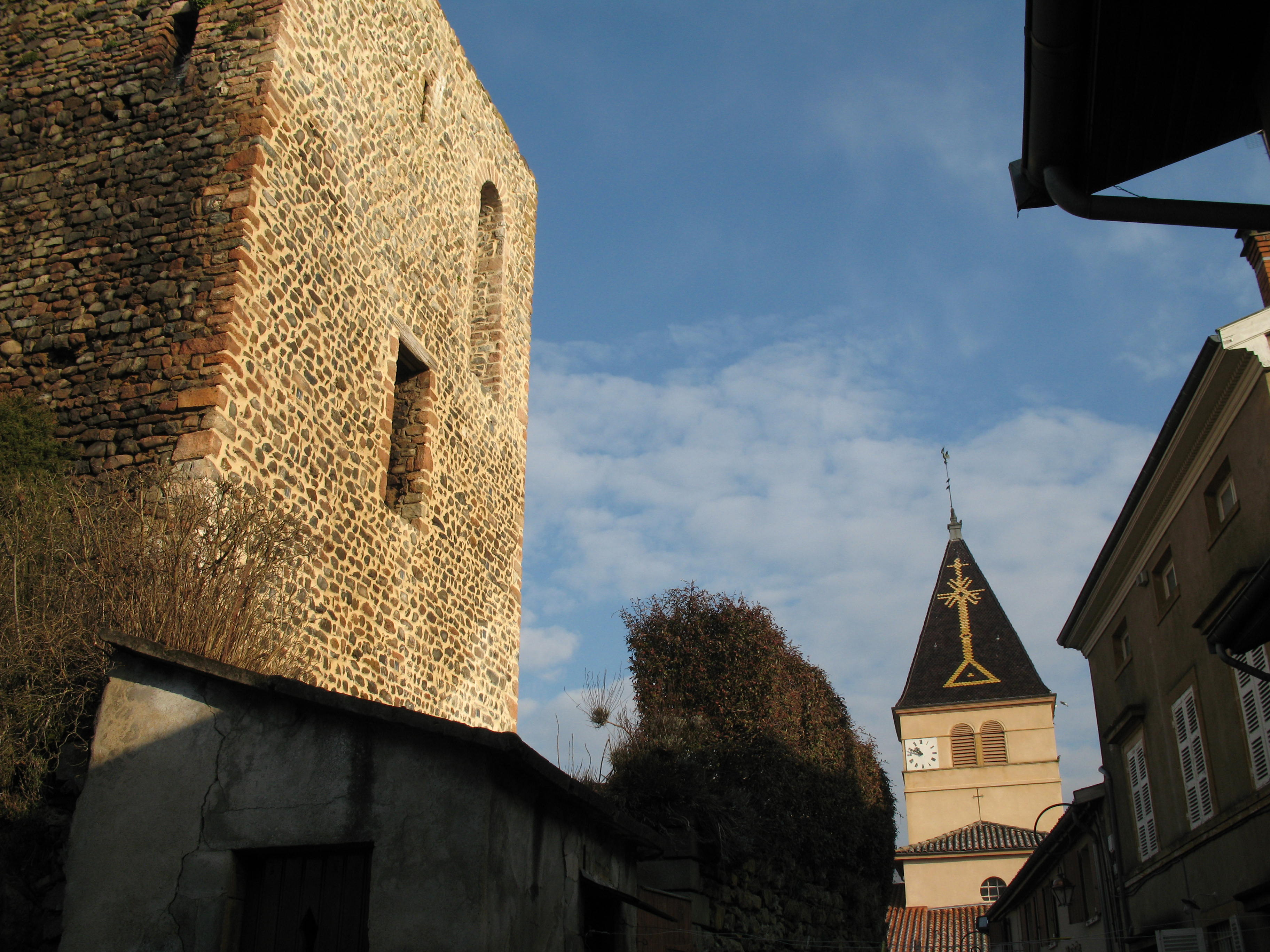
Donjon du château et église.

- Col de la Croix de Thel (650 m), en limite ouest du territoire communal, emprunté par la 8e étape du Tour de France 2019

## Personnalités liées à la commune
- Jean-Marie Sonnery, né à Chamelet en 1892, maire de Chamelet de juillet à décembre 1943, arrêté par les Allemands et déporté par eux le 19 décembre 1943, mort au camp de concentration de Flossenbürg le 18 avril 1944 (maire dont le souvenir est conservé, notamment, par deux plaques disposées de part et d'autre de l'escalier de la mairie, l'une d'elles rappelant : « De leur maire Jean-Marie Sonnery, ses administrés garderont le souvenir de sa bonté, de son dévouement et de son sacrifice subi pour eux. »).
- Louis Bréchard, enfant du pays, maire de la commune de 1945 à 1989. Député du Rhône de 1958 à 1962. Militant syndicaliste et président de l'Union viticole du Beaujolais pendant 20 ans, il est un ardent défenseur de la promotion du beaujolais nouveau. Il participa d'ailleurs à la renommée du beaujolais à travers le monde.
- Gaspard de Prony, ingénieur et encyclopédiste français né en 1755 à Chamelet. Son nom a été donné à l'école municipale : "École Riche de Prony[18]".
- Claude Antoine Gaspard Riche, né le 20 août 1762 à Chamelet. Naturaliste français, frère de Gaspard Riche baron de Prony, il participa à l'expédition d'Entrecasteaux qui tenta de retrouver la trace de l'expédition de Jean-François de la Pérouse.